# Provinz Huánuco
Die Provinz Huánuco ist eine von elf Provinzen der Region Huánuco in Zentral-Peru. Die Provinz hat eine Fläche von 4023 km². Beim Zensus 2017 lebten 306.619 Menschen in der Provinz. Im Jahr 1993 lag die Einwohnerzahl bei 223.339, im Jahr 2007 bei 370.233. Die Provinzverwaltung befindet sich in Großstadt Huánuco.

## Geographische Lage
Die Provinz Huánuco liegt etwa 245 km nordnordöstlich der Landeshauptstadt Lima. Die Provinz Huánuco hat eine maximale Längsausdehnung in SW-NO-Richtung von etwa 95 km. Sie liegt in der peruanischen Zentralkordillere. Der Río Huallaga durchquert die Provinz in überwiegend nordöstlicher Richtung und durchschneidet dabei das Gebirge.
Die Provinz Huánuco grenzt im Nordwesten an die Provinz Dos de Mayo, im Nordosten an die Provinz Leoncio Prado, im Südosten an die Provinz Pachitea, im Süden an die Provinz Ambo, im Südwesten an die Provinz Lauricocha sowie im Westen an die Provinz Yarowilca.

## Verwaltungsgliederung
Die Provinz Huánuco gliedert sich in 13 Distrikte (Distritos). Der Distrikt Huánuco ist Sitz der Provinzverwaltung.
| Distrikt                | Verwaltungssitz       |
| ----------------------- | --------------------- |
| Amarilis                | Paucarbamba           |
| Chinchao                | Acomayo               |
| Churubamba              | Churubamba            |
| Huánuco                 | Huánuco               |
| Margos                  | Margos                |
| Pillco Marca            | Cayhuayna             |
| Quisqui                 | Huancapallac          |
| San Francisco de Cayrán | Cayrán                |
| San Pablo de Pillao     | San Pablo de Pillao   |
| San Pedro de Chaulán    | Chaulán               |
| Santa María del Valle   | Santa María del Valle |
| Yacus                   | Yacus                 |
| Yarumayo                | Yarumayo              |